# Bithynia misella
Bithynia misella е вид коремоного от семейство Bithyniidae.

## Разпространение
Видът е разпространен във Виетнам, Китай (Гуандун, Джъдзян, Дзилин, Дзянсу, Ляонин, Тиендзин, Фудзиен, Хубей, Хъйлундзян, Шандун и Шанхай), Провинции в КНР, Тайван и Южна Корея.